# San Paolo fuori le mura
A San Paolo fuori le mura bazilika (Falakon kívüli Szent Pál-bazilika) Róma második legnagyobb bazilikája, amelyet állítólag Pál apostol sírja fölé emeltek, az Ostia felé vezető úton, amely akkor a városfalakon kívül esett, innen származik a templom elnevezése.
A lateráni egyezmény következtében a bazilika a Szentszék területen kívüli birtoka. Jelenlegi főpapja (2021. augusztus) James Michael Harvey bíboros.

## Története
Pál apostol kivégzése után követői emlékhelyet emeltek a sírja fölé, amelyet cella memoriae-nak neveztek. I. Constantinus római császár bazilikát építtetett itt. 386-ban I. Theodosius sokkal nagyobb és szebb bazilikát óhajtott emeltetni, de a munka csak I. Leó pápa idején készült el. 1220-ben és 1241-ben kolostort építettek hozzá. VIII. János pápa megerősíttette a bazilika és a kolostor falait, válaszul a szaracén betörésekre.

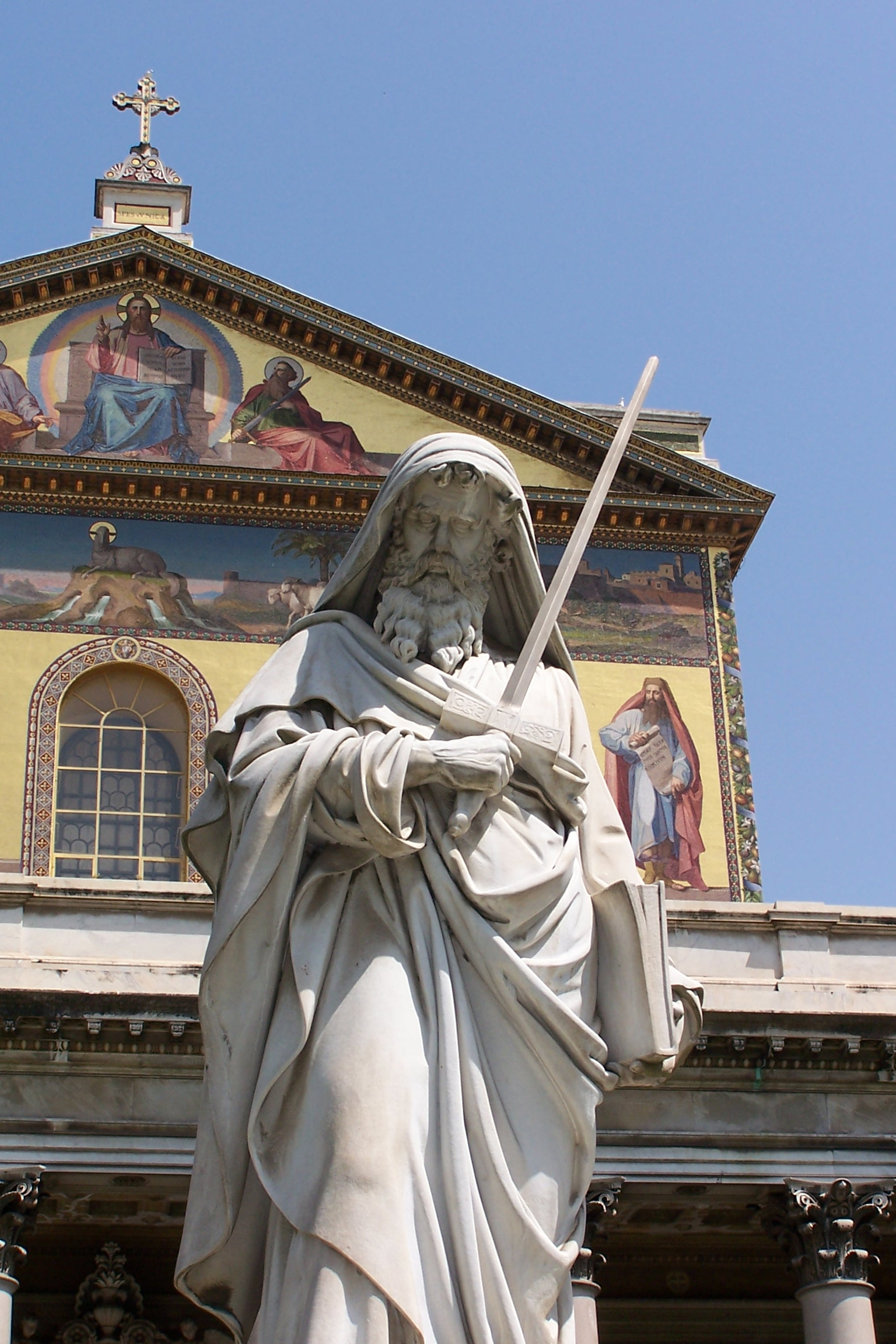
Szent Pál szobra a bejáratnál

1823. július 15-ről 16-ra virradó éjjel tűz ütött ki, és néhány óra alatt a templom leégett. Eredeti kialakításáról csak Piranesi: Vedute di Roma című műve tanúskodik (5. és 38. táblakép). 1832-ben XII. Leó indította el az újjáépítést. Minthogy ez volt a legrégibb eredeti karakterét tükröző római templom, ebben világméretű, vallástól független segítőkészség mutatkozott. Muhammad Ali Egyiptom muszlim alkirálya alabástrom oszlopokat küldött, I. Miklós orosz cár, az orosz ortodox egyház feje a szentélyt díszítő malachitot és lapis lazulitot. A homlokzat munkálatainak finanszírozását az olasz kormány vállalta, és nemzeti műemlékké nyilvánította a bazilikát. A jelenlegi épület hűségesen követi az eredeti tervet és méreteket.

## Leírása

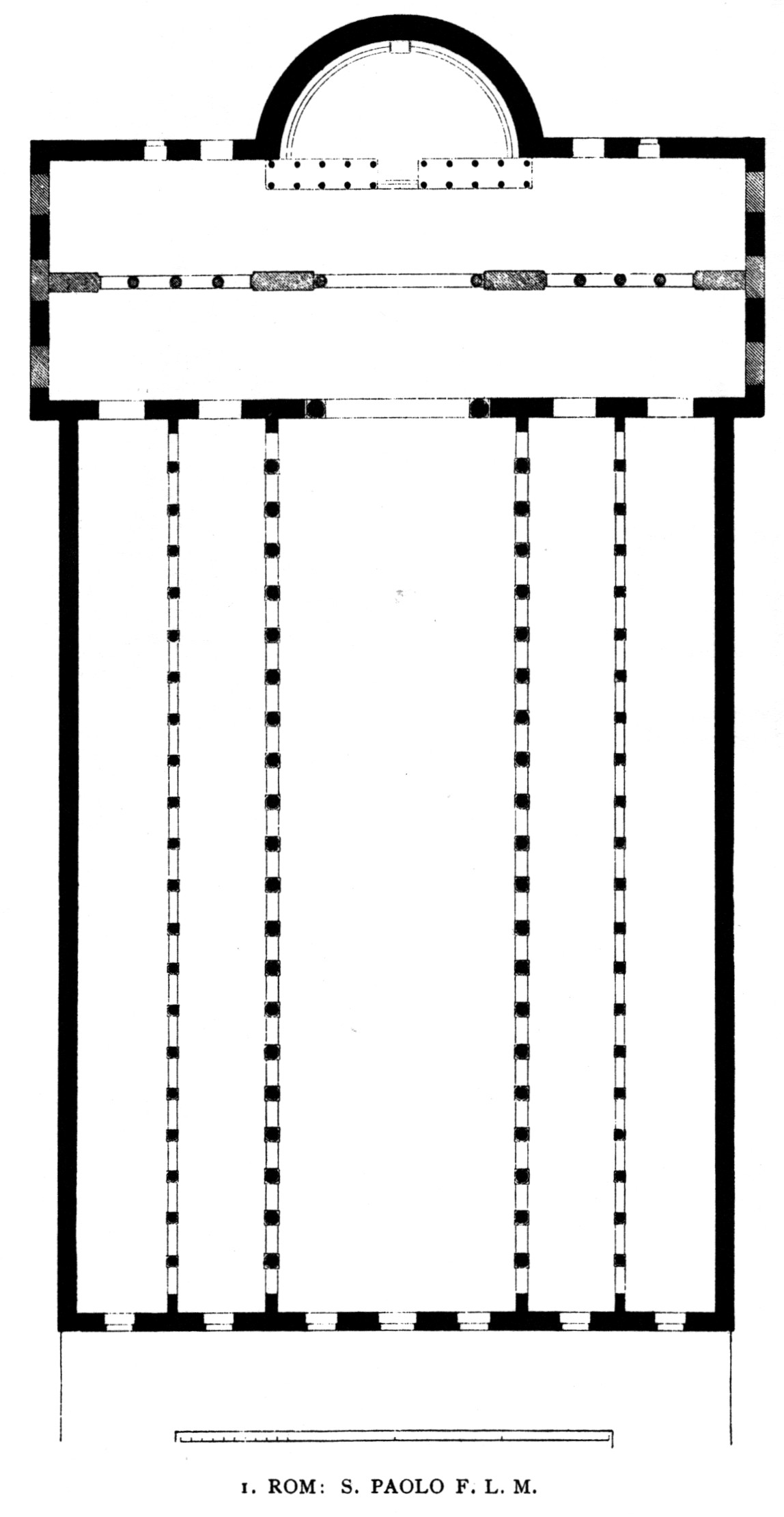

Az öthajós, bazilikális elrendezésű főszékesegyház hossza 131,66 méter, szélessége 65 méter, magassága 29,70 méter.
A Tevere felőli főbejárat az oszlopos előcsarnokba vezet. Ezt 150 oszlop szegélyezi, az átriumban Pál apostol nagyméretű, erőt sugárzó szobra, a 19. századi Giuseppe Obici műve áll. Az aranyozott mozaik homlokzat timpanonján középen az áldást osztó Krisztus trónol, két oldalán Péter és Pál apostolokkal. Lejjebb, az ablakok között a négy próféta képe látható.
A főhajót a mellékhajóktól két-két oszlopsor választja el, amely felett köralakú mezőkben a pápákat ábrázoló mozaikok vannak, kronológiai sorrendben, Péter apostoltól Ferenc pápáig; az aktuálisan regnáló pápát ábrázoló mozaik ki van világítva. A szájhagyomány szerint a világvége akkor lesz, amikor nincs már több pápának való üres hely (ma még tizenhat van). A főhajóval szemben magasodik a diadalív (arcus triumphalis), amelyet két gránitoszlop tart. A diadalív mozaikja az 5. században készült, Galla Placidia császárné utasítására, s még az eredeti templomból való. Az apszis mozaikja a 13. században készült Velencében, III. Honoriusz pápa megbízásából.

## Galéria

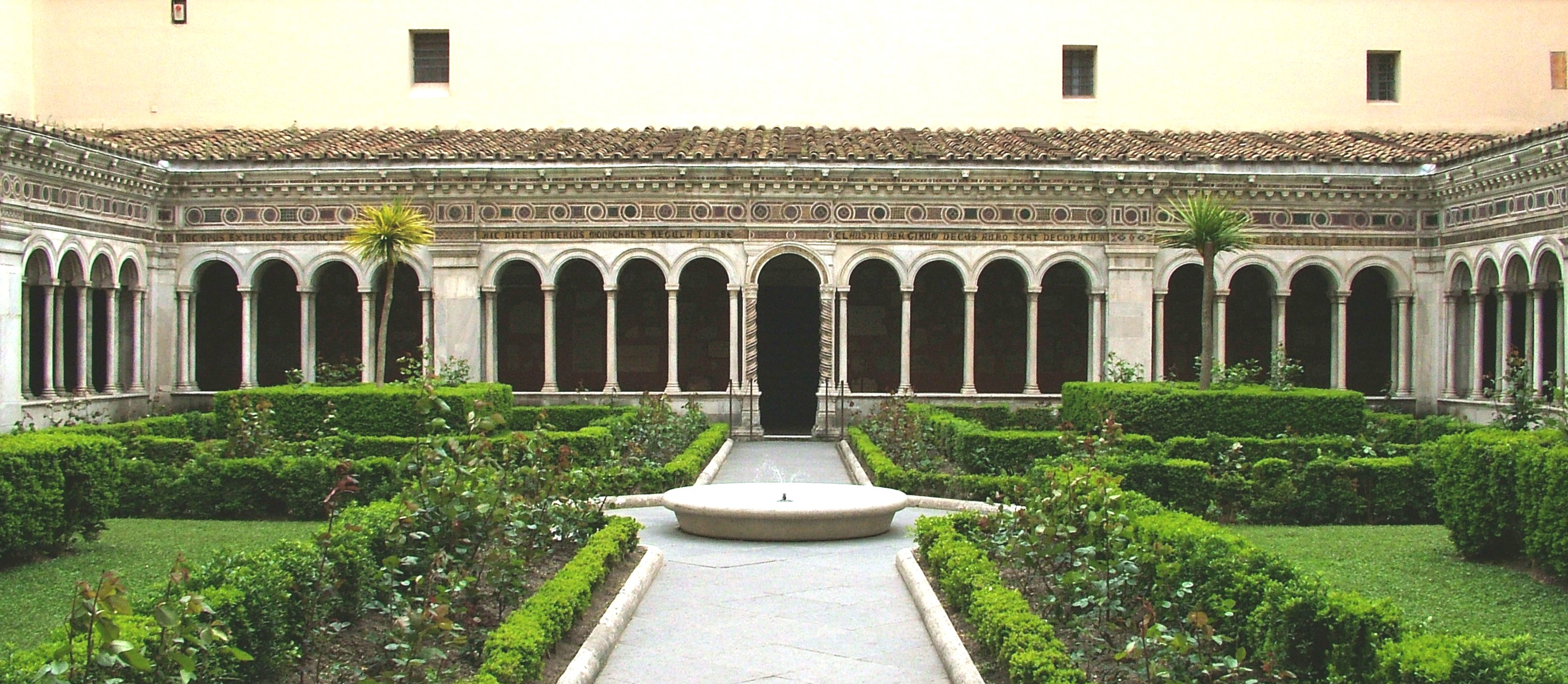
A kolostorkert és kerengője
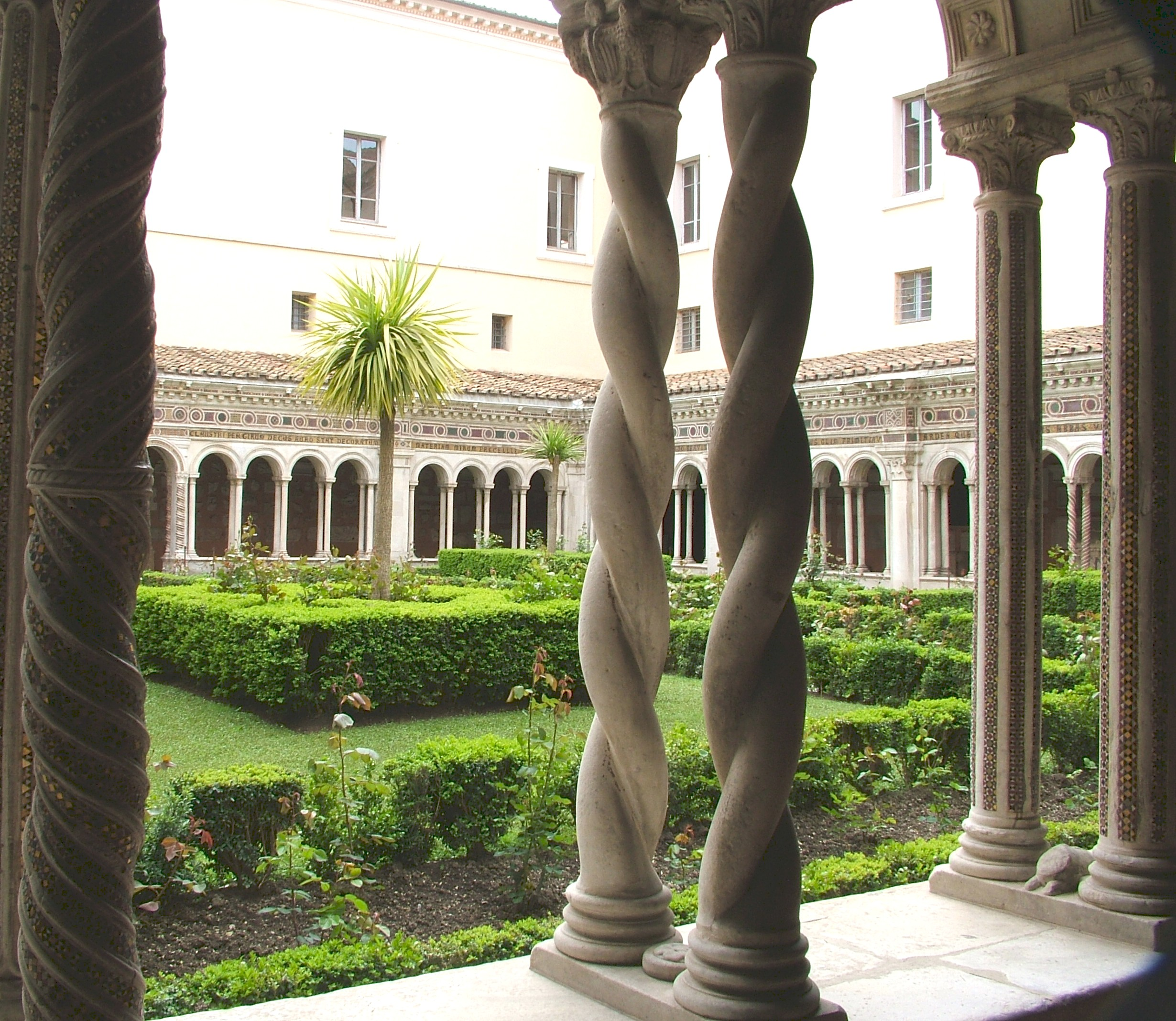
A kolostorkerengő, oszlopkettős
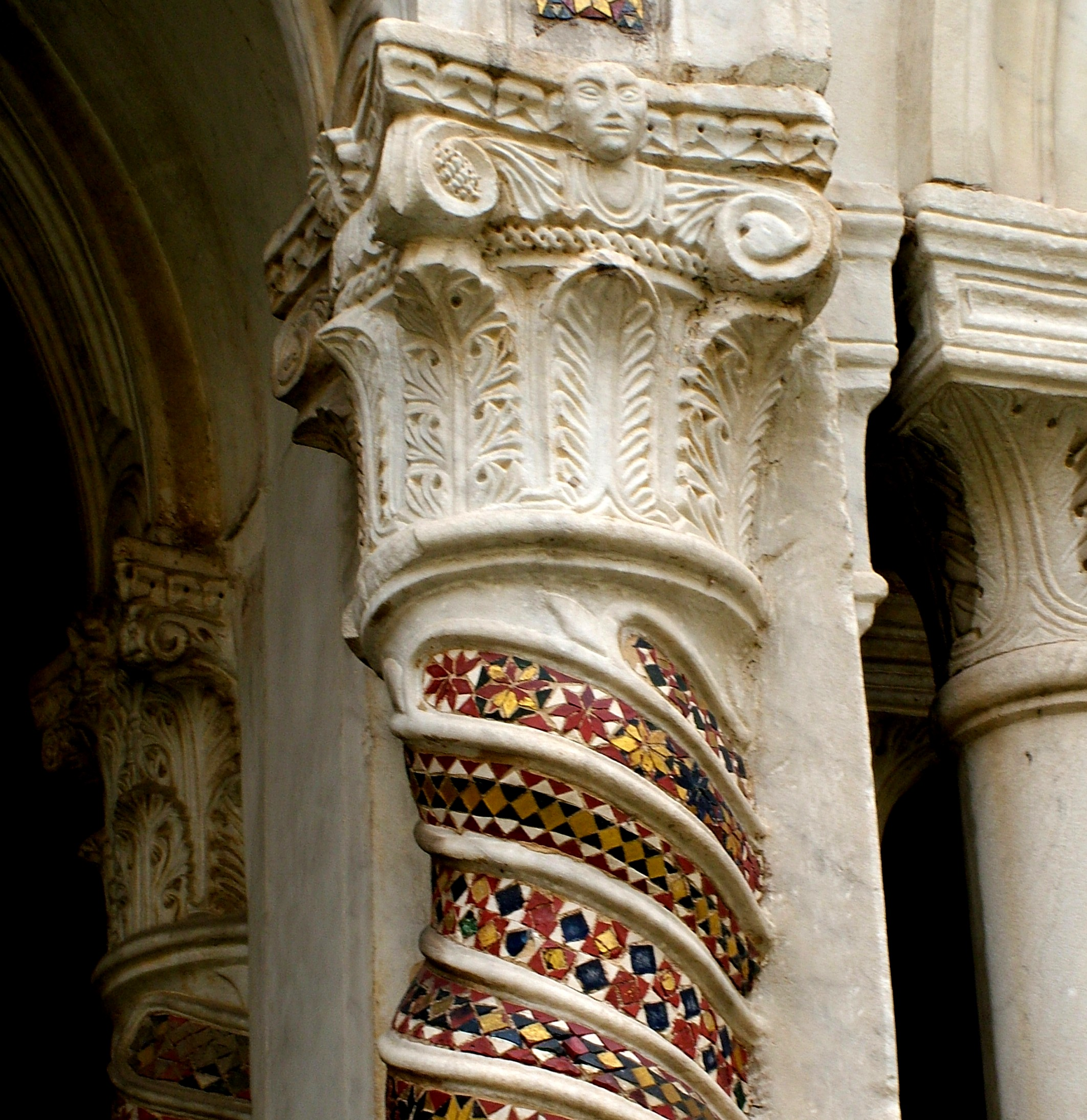
A kolostorkerengő, mozaikdíszes oszlop
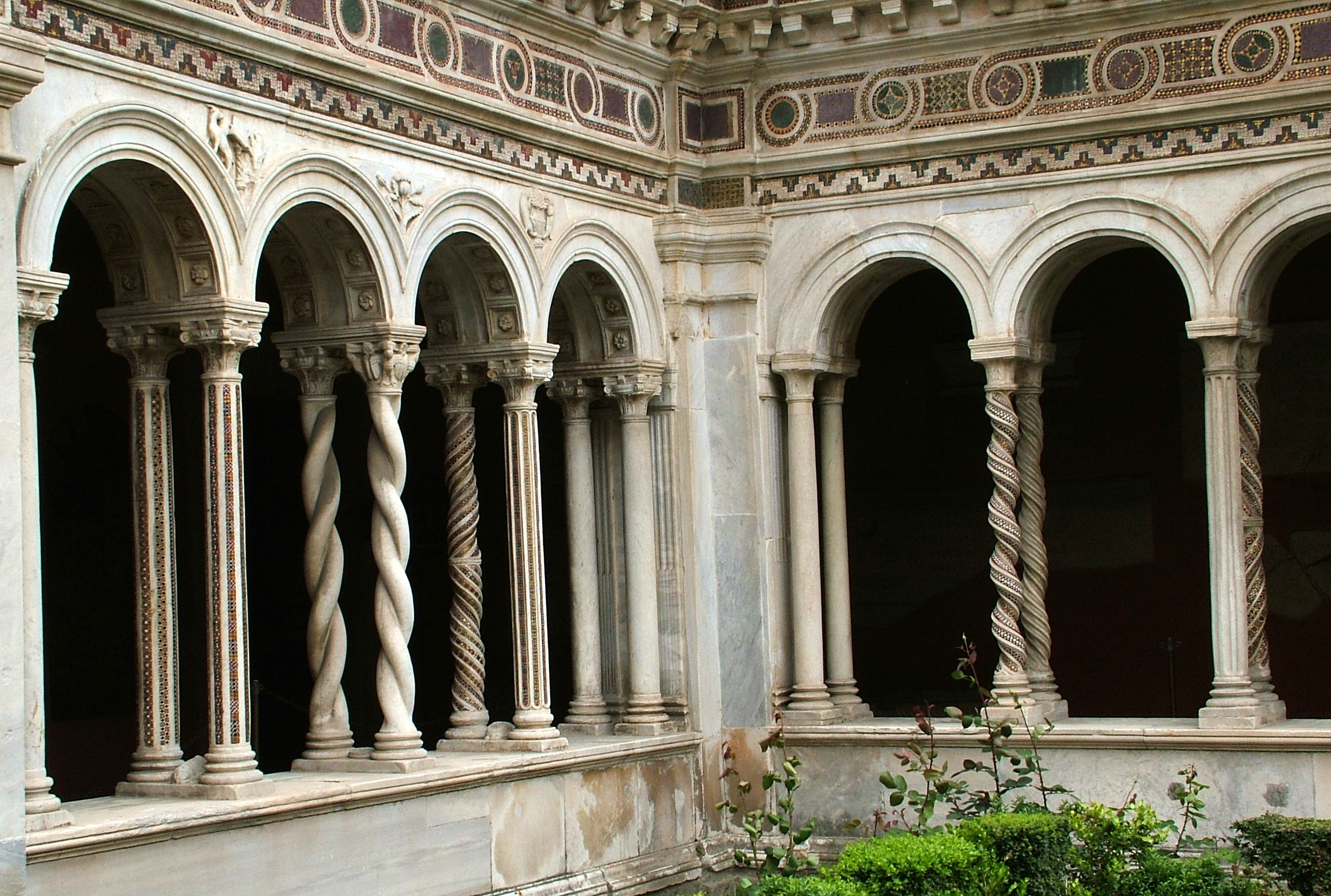
A kolostor kerengője, mozaikberakásos díszítés
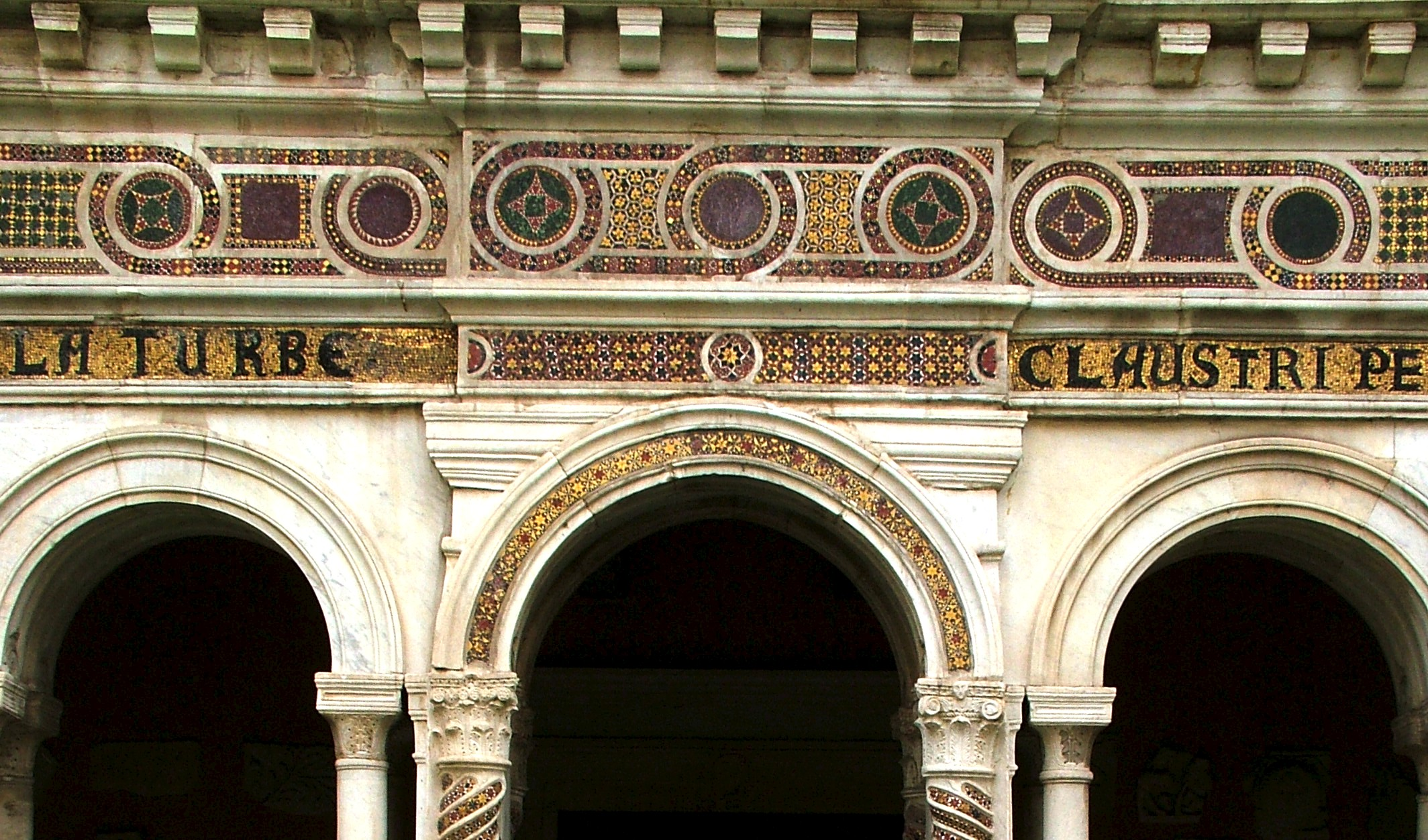
A kolostor kerengője, kolostorkert
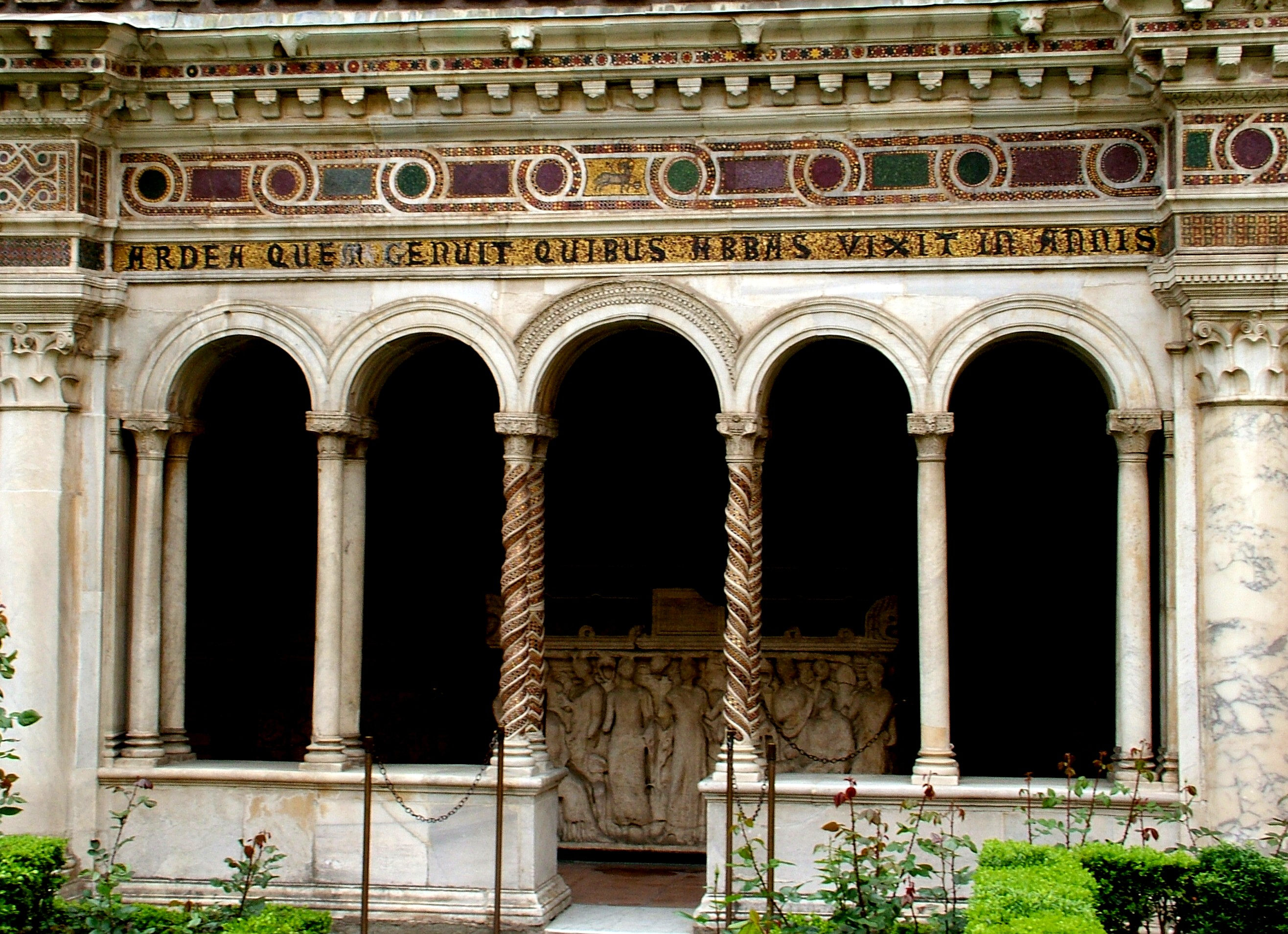
A kolostor kerengője, mozaikberakásos díszítés
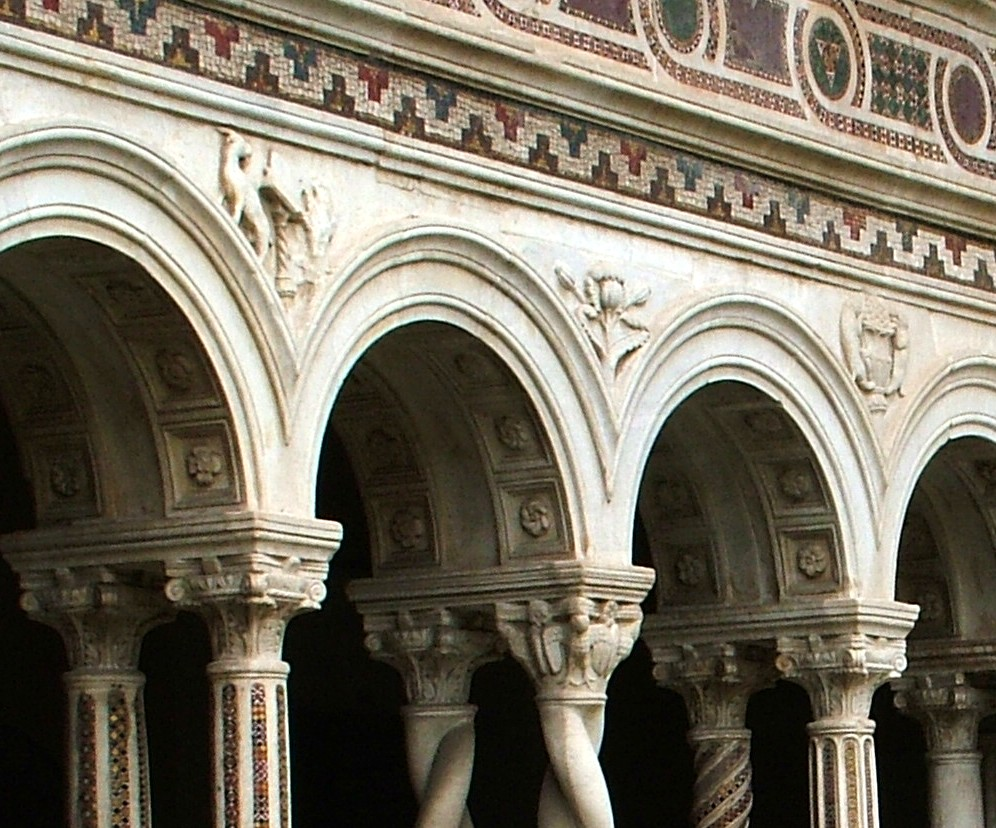
A kolostor kerengője
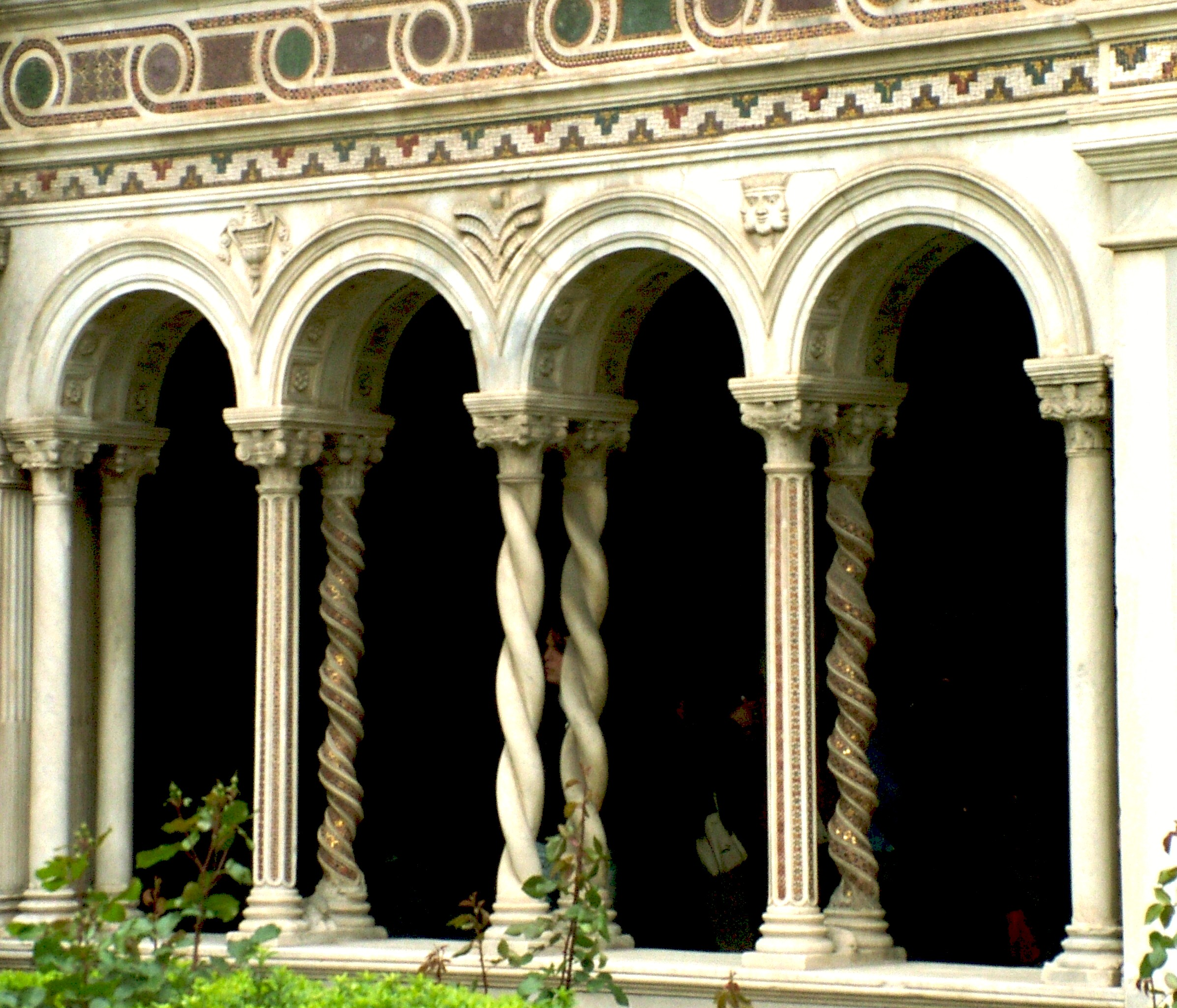
A kolostor kerengője
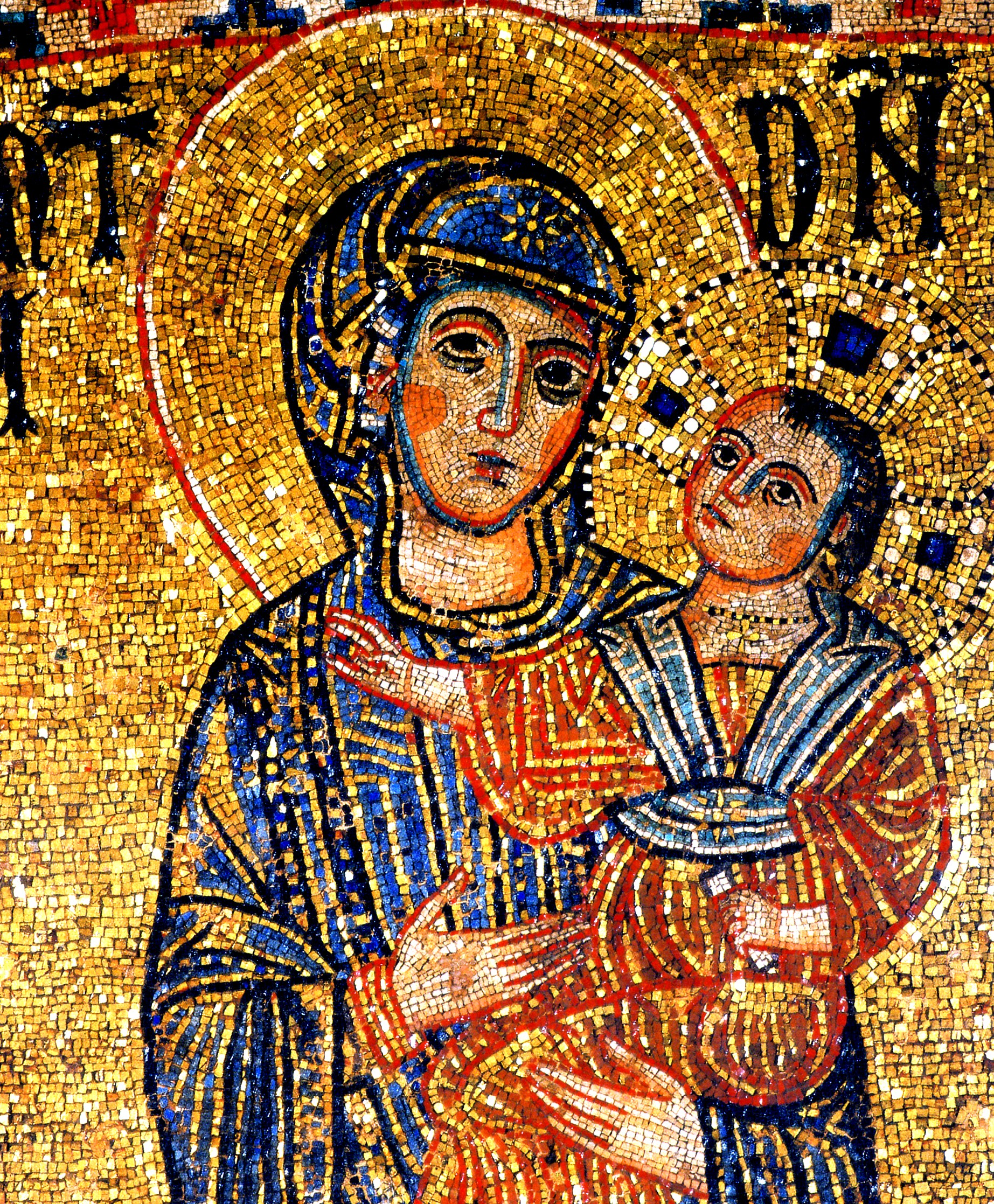
Mozaik ikonrészlet a 13. századból
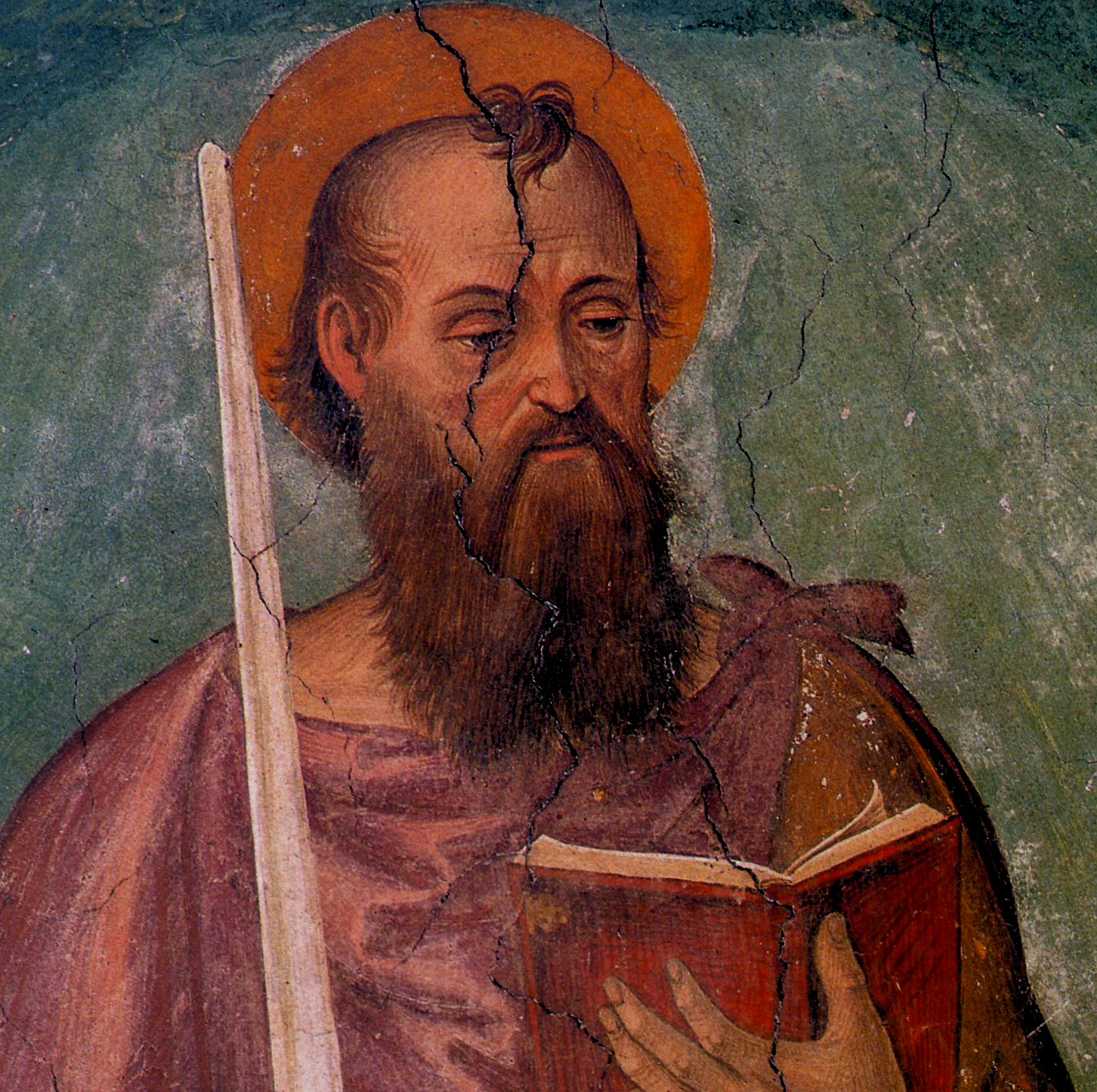
Szent Pál (freskórészlet, 15. sz.)
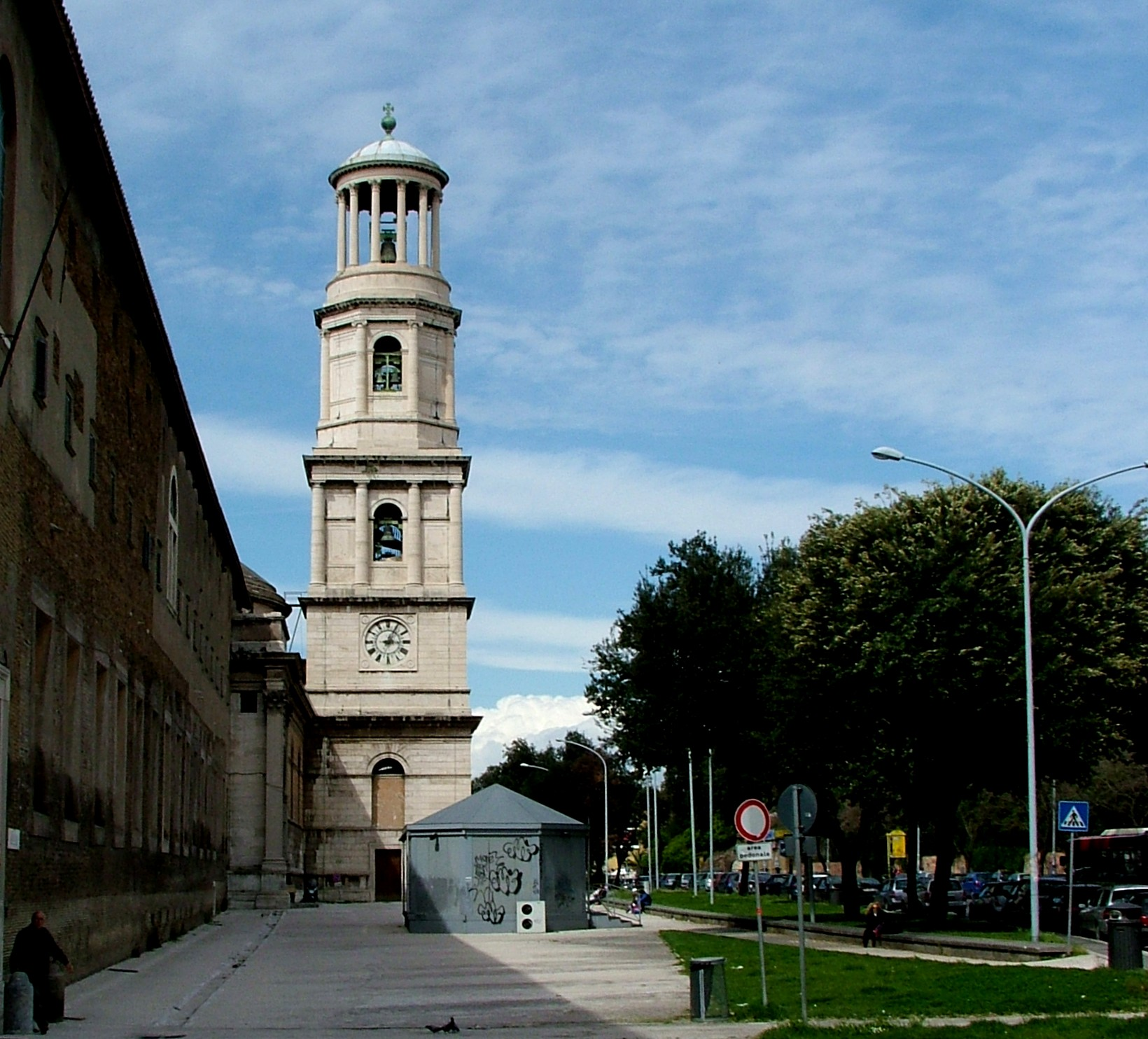
Harangtorony
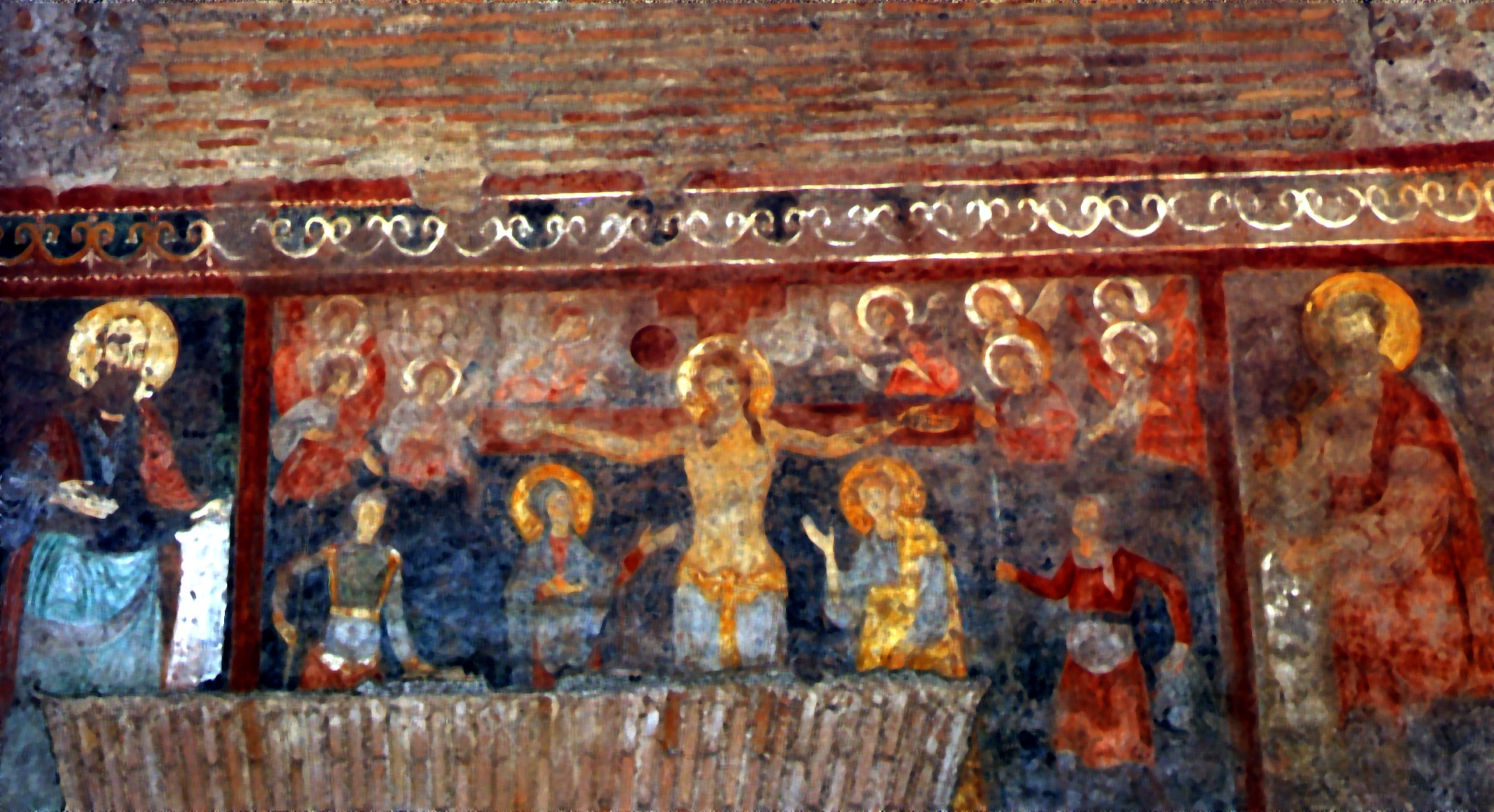
12–13. századi freskómaradványok
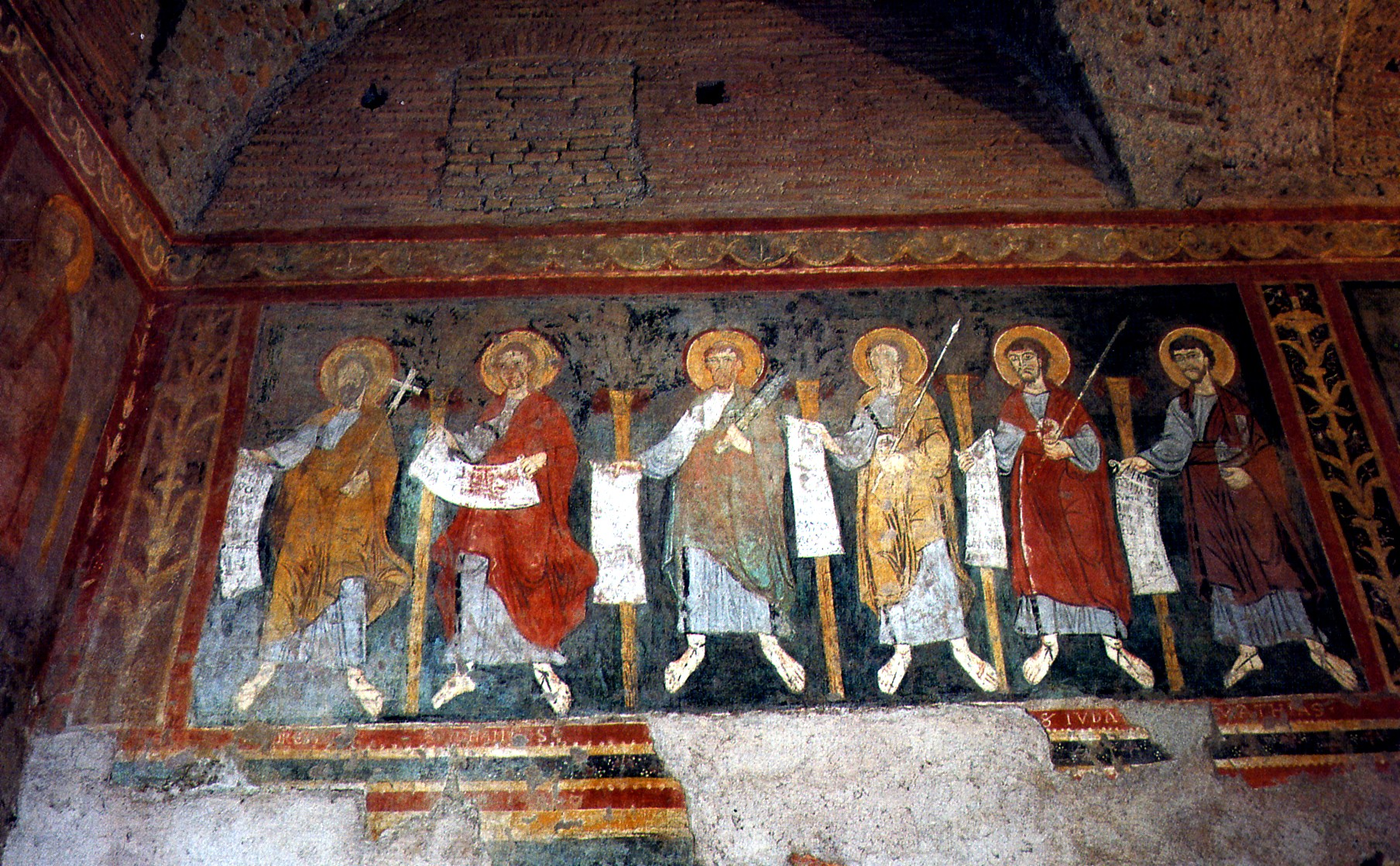
12–13. századi freskómaradványok
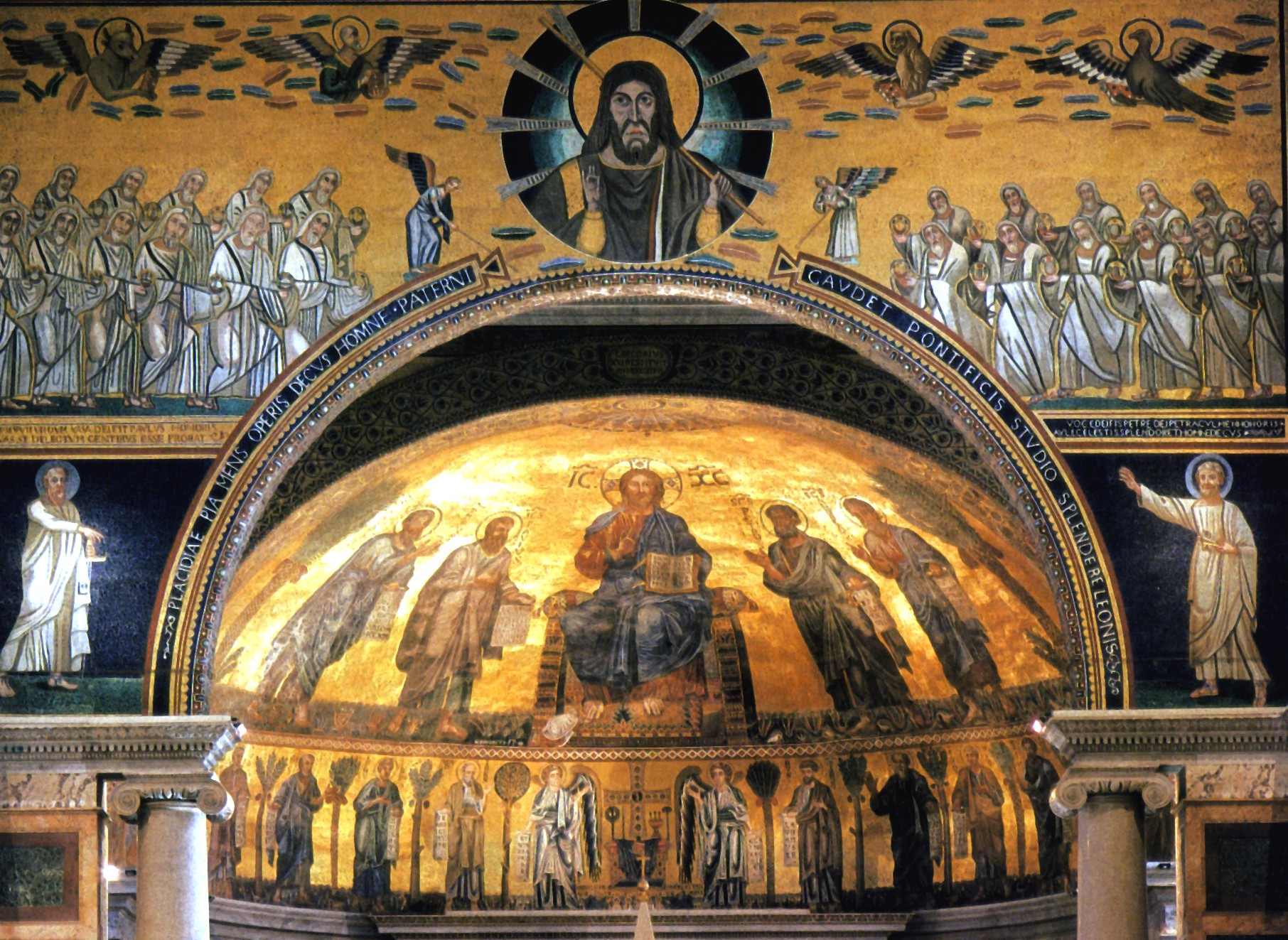
Apszis- és diadalív-mozaikok